# NGC 2724
NGC 2724 é uma galáxia espiral barrada (SBc) localizada na direcção da constelação de Lynx. Possui uma declinação de +35° 45' 45" e uma ascensão recta de 9 horas, 01 minutos e 01,8 segundos.
A galáxia NGC 2724 foi descoberta em 7 de Fevereiro de 1832 por John Herschel.